# Circonscription de Séfrou
La circonscription de Séfrou est la circonscription législative marocaine de la province de Séfrou située en région Fès-Meknès. Elle est représentée dans la Xe législature par Driss Meskine, Driss Chtibi et Lahcen Sekkouri.

## Historique des députations
| Législature | Début de mandat  | Fin de mandat    | Députés élus | Députés élus         | Députés élus | Députés élus           | Députés élus | Députés élus        |
| ----------- | ---------------- | ---------------- | ------------ | -------------------- | ------------ | ---------------------- | ------------ | ------------------- |
| IXe         | 26 novembre 2011 | 7 octobre 2016   |              | Lahcen Sekkouri (MP) |              | Driss Boutahar (PPS)   |              | Driss Chtibi (USFP) |
| Xe          | 8 octobre 2016   | 8 septembre 2021 |              | Lahcen Sekkouri (MP) |              | Driss Meskine (PJD)    |              | Driss Chtibi (USFP) |
| XIe         | 9 septembre 2021 | ?                |              | Hafid Ouachak (RNI)  |              | Idriss Chebchali (PAM) |              | Driss Chtibi (USFP) |

## Historique des élections

### Découpage électoral d'octobre 2011

#### Élections de 2016
| Parti       | Parti                                                       | Voix    | %      | Député(s) élus  |  |
| ----------- | ----------------------------------------------------------- | ------- | ------ | --------------- |  |
|             | Mouvement populaire (MP)                                    | 10 064  | 18,12  | Lahcen Sekkouri |  |
|             | Union socialiste des forces populaires (USFP)               | 8 856   | 15,95  | Driss Chtibi    |  |
|             | Parti de la justice et du développement (PJD)               | 7 752   | 13,96  | Driss Meskine   |  |
|             | Parti authenticité et modernité (PAM)                       | 6 566   | 11,82  |                 |  |
|             | Parti de l'Istiqlal (PI)                                    | 4 637   | 8,35   |                 |  |
|             | Parti du progrès et du socialisme (PPS)                     | 4 327   | 7,79   |                 |  |
|             | Union constitutionnelle (UC)                                | 3 307   | 5,96   |                 |  |
|             | Rassemblement national des indépendants (RNI)               | 2 739   | 4,93   |                 |  |
|             | Parti Al Ahd Addimocrati (AHD)                              | 1 916   | 3,45   |                 |  |
|             | Front des forces démocratiques (FFD)                        | 1 843   | 3,32   |                 |  |
|             | Fédération de la gauche démocratique (FGD)                  | 1 030   | 1,85   |                 |  |
|             | Parti de la renaissance et de la vertu (PRV)                | 826     | 1,49   |                 |  |
|             | Mouvement démocratique et social (MDS)                      | 801     | 1,44   |                 |  |
|             | Parti du centre social (PCS)                                | 287     | 0,52   |                 |  |
|             | Parti de la gauche verte (PGV)                              | 287     | 0,52   |                 |  |
|             | Parti démocrate national (PDN)                              | 172     | 0,31   |                 |  |
|             | Parti de la liberté et de la justice sociale (PLJS)         | 72      | 0,13   |                 |  |
|             | Parti de l'environnement et du développement durable (PEDD) | 45      | 0,08   |                 |  |
|             |                                                             |         |        |                 |  |
| Inscrits    | Inscrits                                                    | 100 848 | 100,00 |                 |  |
| Abstentions | Abstentions                                                 | 45 321  | 44,94  |                 |  |
| Exprimés    | Exprimés                                                    | 55 527  | 55,06  |                 |  |

#### Élections de 2021
| Parti       | Parti                                                       | Voix    | %      | Députés élus     |  |
| ----------- | ----------------------------------------------------------- | ------- | ------ | ---------------- |  |
|             | Rassemblement national des indépendants (RNI)               | 21 648  | 24,19  | Hafid Ouachak    |  |
|             | Parti authenticité et modernité (PAM)                       | 19 740  | 22,06  | Idriss Chebchali |  |
|             | Union socialiste des forces populaires (USFP)               | 19 006  | 21,24  | Driss Chtibi     |  |
|             | Parti de l'Istiqlal (PI)                                    | 9 364   | 10,46  |                  |  |
|             | Mouvement populaire (MP)                                    | 5 620   | 6,28   |                  |  |
|             | Parti du progrès et du socialisme (PPS)                     | 4 271   | 4,77   |                  |  |
|             | Union constitutionnelle (UC)                                | 2 315   | 2,59   |                  |  |
|             | Parti de la justice et du développement (PJD)               | 1 812   | 2,02   |                  |  |
|             | Alliance de la fédération de gauche (AGD)                   | 1 008   | 1,13   |                  |  |
|             | Parti socialiste unifié (PSU)                               | 986     | 1,10   |                  |  |
|             | Front des forces démocratiques (FFD)                        | 943     | 1,05   |                  |  |
|             | Parti de l'équité (PRE)                                     | 826     | 0,92   |                  |  |
|             | Parti de l'unité et de la démocratie (PUD)                  | 542     | 0,61   |                  |  |
|             | Parti des Néo-Démocrates (PND)                              | 393     | 0,44   |                  |  |
|             | Parti vert marocain (PVM)                                   | 348     | 0,39   |                  |  |
|             | Parti de l'environnement et du développement durable (PEDD) | 305     | 0,34   |                  |  |
|             | Parti du centre social (PCS)                                | 204     | 0,23   |                  |  |
|             | Parti travailliste (PT)                                     | 150     | 0,17   |                  |  |
|             | Parti démocratique de l'indépendance (PDI)                  | 19      | 0,02   |                  |  |
|             |                                                             |         |        |                  |  |
| Inscrits    | Inscrits                                                    | 139 452 | 100,00 |                  |  |
| Abstentions | Abstentions                                                 | 49 952  | 35,82  |                  |  |
| Exprimés    | Exprimés                                                    | 89 500  | 64,18  |                  |  |